# Juan Francisco Hernández
Juan Francisco Hernández (Lima, 24 giugno 1978) è un ex calciatore peruviano, di ruolo difensore.